# Skrobia acetylowana
Skrobia acetylowana (E1420) – organiczny związek chemiczny, skrobia modyfikowana chemicznie, estryfikowana za pomocą bezwodnika octowego, o zawartości grup acetylowych nie większej niż 2,5%.
Dopuszczona do stosowania w żywności na terenie Unii Europejskiej na zasadzie quantum satis.  Stosowana w przemyśle spożywczym jako zagęstnik, stabilizator i nośnik, wykorzystywana do produkcji: mrożonych ciast owocowych, nadzień cukierniczych (owocowych), wyrobów ciastkarskich i piekarskich, powłok ochronnych owoców suszonych, sosów, zup, koncentratów deserów, jogurtów smakowych i termizowanych oraz twarogów termizowanych. 